# Deutschland-Stiftung
Die Deutschland-Stiftung e. V. war ein den Unionsparteien nahestehender deutscher Verein mit nationalkonservativer bzw. rechtskonservativer Ausrichtung, der von 1966 bis 2007 in Breitbrunn am Chiemsee existierte. Spiritus rector war Kurt Ziesel, später Ehrenvorsitzender. Die Stiftung vergab von 1967 bis 2001 den Konrad-Adenauer-Preis und war Herausgeber des Deutschland-Magazins.

## Geschichte
Der Verein wurde im Jahr 1966 im oberbayerischen Landkreis Rosenheim mit Sitz in Breitbrunn am Chiemsee gegründet. Die Eintragung in das Vereinsregister erfolgte im Mai 1967.
Kurt Ziesel war maßgeblich an der Gründung des Vereins beteiligt. Er war langjährig Geschäftsführer des Vereins.
Altbundeskanzler Konrad Adenauer (CDU) war bis zu seinem Tod Ehrenpräsident der Stiftung. Dem Ehrenpräsidium gehörten der Bayrische Ministerpräsident Alfons Goppel (CSU), der niedersächsische Ministerpräsident a. D. Heinrich Hellwege (CDU) und Bundesminister a. D. Hans-Joachim von Merkatz (CDU) an.
Über das Vermögen des Vereins wurde durch Beschluss des Amtsgerichts Rosenheim vom 11. August 2003 das Insolvenzverfahren eröffnet. Dieses wurde durch Beschluss vom 7. August 2007 mangels Masse eingestellt. Der Verein wurde dann infolge Wegfalls sämtlicher Mitglieder am 16. Oktober 2007 gelöscht.

## Satzung und Profil
Ziel des Vereins war laut der Satzung die „konservative Erneuerung des geistigen, kulturellen und politischen Lebens“. Immer mehr prägten rechtskonservative Christdemokraten das Profil der Deutschland-Stiftung. Die Stiftung verstand sich insbesondere während der Sozial-Liberalen Koalition als außerparlamentarische „Speerspitze der [rechten] Opposition“. Dabei verfügte sie über einflussreiche parlamentarische Referenzen wie Franz Josef Strauß (CSU), der sie als „die erste erfolgreiche Bürgerinitiative, die sich nicht gegen, sondern für den Staat engagiere“ bezeichnete.

## Vorsitzende
| - 1966–1968: Georg Stadtmüller - 1969–1973: Bruno Dörpinghaus - 1973–1977: Heinz Karst - 1977–1994: Gerhard Löwenthal | - 1994–1997: Wilfried Böhm - 1997–2001: Kurt Ziesel (danach Ehrenvorsitzender) - 199?–2002: Adelbert Reif - 2002–2007: Dieter Weirich |

## Deutschland-Magazin
Die Stiftung gab zwischen 1969 und 2002 die Zeitschrift Deutschland-Magazin heraus. In der monatlich erscheinenden Publikation wurden ganz überwiegend politische Themen aus dezidiert konservativer und rechter Sicht behandelt.

## Konrad-Adenauer-Preis der Deutschland-Stiftung
Der Verein verlieh zwischen 1967 und 2001 einen zeitweise mit Preisgeldern (10.000 DM für jeden Preisträger) dotierten Konrad-Adenauer-Preis an Personen, die den rechts- bzw. national-konservativen Vereinszielen nahestanden.

## Kritik
Mitglieder der Sozialdemokraten und der Grünen verwiesen häufig auf die NS-Vergangenheit von einigen Mitgliedern der Deutschland-Stiftung, insbesondere ihres Gründers und politischen Motors Kurt Ziesel. Zudem warfen sie Autoren des Deutschland-Magazins wie Hans Georg von Studnitz, Heinrich Jordis von Lohausen und Harald Moesli vor, auch in der Coburger Monatszeitschrift Nation Europa zu publizieren, die vom Verfassungsschutz wegen des Verdachtes rechtsextremer Bestrebungen beobachtet wurde.
Des Weiteren wurde dem Deutschland-Magazin-Autor Axel Heinzmann vorgeworfen, in Reutlingen bei einer gewerkschaftlichen Anti-Kriegskundgebung den damaligen Bevollmächtigten der IG Metall verletzt zu haben. Zudem habe Heinzmann an Kundgebungen der militanten rechtsextremen Wehrsportgruppe Hoffmann teilgenommen.
Claus Leggewie bezeichnete die Stiftung als „sehr weit rechts driftende Deutschland-Stiftung“.

## Weitere Publikationen
- Deutschland-Stiftung (Hrsg.): Ein Vermächtnis Konrad Adenauers – Die Deutschland-Stiftung. Eine Dokumentation. Holzner Verlag, Würzburg 1967.